# Fleur de Weerd
Fleur de Weerd (Wijchen, 1985) is een Nederlands journaliste die werkzaam is bij de Volkskrant.

## Biografie
Na haar eindexamen aan het Dominicus College in Nijmegen studeerde De Weerd geschiedenis en internationale betrekkingen aan de Universiteit Utrecht. Daarna volgde ze een masteropleiding journalistiek op de Universiteit van Amsterdam.
Daarna werd ze correspondent in Oekraïne voor Trouw, Het Parool, De Tijd en Radio 1. Ze was in 2014 een van de weinige Nederlandse correspondenten in Oekraïne op het moment dat er onlusten uitbraken.
De Weerd schreef het in 2015 gepubliceerde boek Het land dat maar niet wil lukken dat in 2016 werd bekroond met de Bob den Uyl-prijs voor het beste literaire reisboek.
Sinds 2020 werkt ze bij de Volkskrant.